# Artjom Maximowitsch Okulow
Artjom Maximowitsch Okulow (russisch Артём Макси́мович Оку́лов; * 5. Mai 1994) ist ein russischer Gewichtheber. Er ist mehrfacher Junioren-Welt- und Europameister und gewann 2015 bei den Weltmeisterschaften der Senioren die Goldmedaille im Zweikampf in der Gewichtsklasse bis 85 kg Körpergewicht.

## Werdegang
Okulow stammt aus Tschussowoi. In seiner Heimatstadt begann er als Jugendlicher mit dem Gewichtheben und entwickelte sich binnen weniger Jahre zu einem Weltklasse-Gewichtheber. Der russische Gewichtheber-Verband erkannte früh seine Qualitäten, förderte ihn intensiv und setzte ihn seit 2009 regelmäßig bei den Welt- und Europameisterschaften im Nachwuchsbereich ein. Seit 2012 trainiert er in einem Trainingszentrum in Kasan und studiert in Moskau Pädagogik. Mit einer Größe von 1,69 Metern hat er bei einem Gewicht von ca. 85 kg ideale körperliche Voraussetzungen (Hebel), um Höchstleistungen vollbringen zu können.
Sein erster Start bei einer internationalen Meisterschaft erfolgte bei der Junioren-Weltmeisterschaft 2009 (U 17) in Chiang Mai/Thailand, wo er sich im Leichtgewicht mit einer Leistung im Zweikampf von 267 kg (121–146) noch mit dem 4. Platz begnügen musste. 2010 wurde er in Valencia Junioren-Europameister (U 17) im Mittelgewicht, wobei er seine Zweikampfleistung binnen eines Jahres auf 320 kg (143–177) steigerte. Im August 2010 wurde er in Singapur auch Jugend-Olympiasieger im Mittelgewicht. Dabei erzielte er 327 kg (145–182).
Im Mai 2011 wurde Artjom Okulow in Lima Junioren-Weltmeister (U 17) im Leichtschwergewicht und steigerte seine Zweikampfleistung auf 347 kg (156–191). Im Mai 2011 siegte er in Bukarest auch bei der Junioren-Europameisterschaft (U 20) und hob dort im Leichtschwergewicht 353 kg (158–195), womit er seinen Landsmann Wiktor Charchenko, der auf 345 kg (151–194) kam, auf den 2. Platz verwies. Im Mai 2012 musste Artjom Okulow bei der Junioren-Weltmeisterschaft (U 20) in Antigua im Leichtschwergewicht eine Niederlage hinnehmen. Er erzielte dort im Zweikampf 353 kg (160–193), aber der Chinese Zhan Huacong war mit 359 kg (165–194) besser und schnappte ihm den Titel weg. Dafür wurde er im November 2012 Sieger bei der Universitäten-Weltmeisterschaft inn Eilat, wo er im Zweikampf 357 kg (162–195) erzielte.
Im Mai 2013 wurde Artjom Okulow in Lima erneut Junioren-Weltmeister (U 20) mit erzielten 360 kg (165–195). Er verwies Aex Chugajew, Weißrussland, 345 kg und Arley Mendez aus Kuba, 342 kg, auf die Plätze. Im Juli 2013 startete er bei der Universiade in Kasan. Er erzielte dort im Zweikampf 371 kg (168–203), musste sich aber seinem Landsmann Apti Auchadow knapp geschlagen geben, der auf 372 kg (157–205) kam. Im Oktober 2013 wurde er dann auch bei der Senioren-Weltmeisterschaft in Wrocław eingesetzt. Er steigerte sich dort auf eine Zweikampfleistung von 381 kg (172–209), mit der hinter Apti Auchadow, der 387 kg (175–212) erzielte und dem leistungsgleichen, aber einige Gramm leichteren Iwan Markow aus Bulgarien, eine WM-Bronzemedaille im Zweikampf gewann. Mit seiner Leistung im Stoßen gewann er eine WM-Silbermedaille.
Im Juni 2014 startete Artjom Okulow bei der Junioren-WM in Kasan im Leichtschwergewicht und siegte dort im Zweikampf mit 362 kg (165–197). Auch mit seinen Leistungen im Reißen und im Stoßen gewann er den Junioren-Weltmeistertitel. Danach wurde er im Leichtschwergewicht erstmals russischer Meister bei den Senioren mit einer Zweikampfleistung von 373 kg (173–200). Er wurde auch bei der Weltmeisterschaft in Almaty im Leichtschwergewicht eingesetzt, wo er sich weiter steigern konnte. Er erzielte dort im Zweikampf 385 kg (174–211) und belegte damit den 3. Platz hinter Kianoush Rostami, Iran, 391 kg (178–213) und Iwan Markow, Bulgarien, 390 kg (179–211). Auch im Stoßen gewann er eine Bronzemedaille.
Bei den Weltmeisterschaften 2015 in Houston in den USA gewann Okulow eine Goldmedaille in der Gewichtsklasse bis 85 kg. Bei den Europameisterschaften 2017 im kroatischen Split gewann er eine Silbermedaille. Bei den Weltmeisterschaften 2018 im turkmenischen Aşgabat gewann er eine Goldmedaille in der Gewichtsklasse bis 89 kg.
Nach einer längeren Pause auf dem internationalen Parkett nahm Okulow 2021 wieder an den Weltmeisterschaften teil (Klasse bis 89 kg). Nach einem vergleichsweise schwachen Ergebnis im Reißen konnte er im Stoßen eine Goldmedaille gewinnen und landete im Zweikampf auf Rang 6.

## Erfolge

### Internationale Erfolge
| Jahr | Platz | Wettbewerb                               | Gewichtsklasse | Ergebnisse |
| ---- | ----- | ---------------------------------------- | -------------- | --- |
| 2009 | 4.    | Junioren-WM (U17) in Chiang Mai/Thailand | Leicht         | mit 267 kg (121–146); Sieger: Dmitri Chomjakow, Russland, 284 kg (130–154)                                                     |
| 2009 | 3.    | Junioren-EM (U 17) in Eilat              | Leicht         | mit 279 kg (126–153), hinter Daniel Godelli, Albanien, 297 kg (137–160) und Rafi Melikjan, Armenien, 280 kg (123–157)          |
| 2010 | 1.    | Junioren-WM (U 17) in Valencia           | Mittel         | mit 320 kg (143–177), vor Sergej Garanin, Weißrussland, 310 kg (135–175)                                                       |
| 2010 | 1.    | Olympische Jugendspiele in Singapur      | Mittel         | mit 327 kg (145–182), vor Chatuphum Chinnawong, Thailand, 311 kg (141–170)                                                     |
| 2011 | 1.    | Junioren-WM (U 17) in Lima               | Leichtschwer   | mit 347 kg (156–191), vor Mikajel Mikajeljan, Armenien, 310 kg (140–170)                                                       |
| 2011 | 1.    | Junioren-EM (U 20) in Bukarest           | Leichtschwer   | mit 353 kg (158–195), vor Wiktor Charchenko, Russland, 345 kg (151–194) und Alexander Bersanow, Weißrussland, 344 kg (153–191) |
| 2012 | 2.    | Junioren-WM (U 20) in Antigua            | Leichtschwer   | mit 353 kg (160–190), hinter Zhang Huacong, China, 359 kg (165–194)                                                            |
| 2012 | 1.    | Universitäten-WM in Eilat                | Leichtschwer   | mit 357 kg (162–195), vor Aghasi Aghanjan, Armenien, 350 kg (155–195)                                                          |
| 2013 | 1.    | Junioren-WM (U 20) in Lima               | Leichtschwer   | mit 360 kg (165–195), vor Alex Chugajew, Weißrussland, 345 kg (155–190) und Arley Mendez, Kuba, 342 kg (151–191)               |
| 2013 | 2.    | Universiade in Kasan                     | Leichtschwer   | mit 371 kg (168–203), hinter Apti Auchadow, Russland, 372 kg (167–205), vor Gheorghii Cernei, Moldawien, 360 kg (165–195)      |
| 2013 | 3.    | WM in Wrocław                            | Leichtschwer   | mit 381 kg (172–209), hinter Apti Auchadow, 387 kg (175–212) und Iwan Markow, Bulgarien, 381 kg (175–206)                      |
| 2014 | 1.    | Junioren-WM (U 20) in Kasan              | Leichtschwer   | mit 362 kg (165–197), vor Chao Yongchao, China, 341 kg (145–196) und Antonino Pizzolato, Italien, 334 kg (149–185)             |
| 2014 | 3.    | WM in Almaty                             | Leichtschwer   | mit 385 kg (174–211), hinter Kianoush Rostami, Iran, 391 kg (178–213) und Iwan Markow, Bulgarien, 390 kg (179–211)             |
| 2015 | 1.    | WM in Houston                            | bis 85 kg      | mit 391 kg (166–206) |
| 2017 | 2.    | EM in Split                              | bis 85 kg      | mit 377 kg (165–212) |
| 2018 | 1.    | WM in Aşgabat                            | bis 89 kg      | mit 372 kg (176–215) |
| 2021 | 6.    | WM in Taschkent                          | bis 89 kg      | mit 363 kg (158–205) |

### WM- & EM-Einzelmedaillen
- WM-Goldmedaillen: 2021/Stoßen
- WM-Silbermedaillen: 2013/Stoßen
- WM-Bronzemedaillen: 2014/Stoßen

### Russische Meisterschaften
| Jahr | Platz | Altersklasse    | Gewichtsklasse | Ergebnisse                                                                                         |
| ---- | ----- | --------------- | -------------- | -------------------------------------------------------------------------------------------------- |
| 2009 | 3.    | Junioren (U 17) | Leicht         | mit 268 kg (123–134), Sieger: Dmitri Chomjakow, 276 kg (126–150)                                   |
| 2010 | 1.    | Junioren (U 17) | Mittel         | mit 315 kg (145–170), vor Muchamed Chibalow, 312 kg (142–170)                                      |
| 2012 | 5.    | Junioren (U 20) | Leichtschwer   | mit 345 kg (150–195); Sieger: Apti Auchadow, 385 kg (175–210)                                      |
| 2013 | 1.    | Junioren (U 20) | Leichtschwer   | mit 365 kg (165–200), vor Adam Maligow, 350 kg (155–195)                                           |
| 2013 | 2.    | Senioren        | Leichtschwer   | mit 356 kg (160–196), hinter Dimitri Petrow, 361 kg (164–197), vor Dmitri Chalij, 356 kg (165–191) |
| 2014 | 1.    | Senioren        | Leichtschwer   | mit 373 kg (173–200), vor Alexei Jufkin, 366 kg (166–200) und Dimitri Petrow, 361 kg (160–201)     |

Erläuterungen
- alle Wettkämpfe im Zweikampf, bestehend aus Reißen und Stoßen
- WM = Weltmeisterschaft, EM = Europameisterschaft
- Leichtgewicht, Gewichtsklasse bis 69 kg, Mittelgewicht, bis 77 kg und Leichtschwergewicht bis 85 kg Körpergewicht